# Закон Тиция
Закон Тиция (лат. lex Titia) был принят 27 ноября 43 года до н. э. и узаконил Второй триумвират Октавиана, Антония и Лепида. Закон Тиция облекал властью «комиссию трёх для устроения республики» (triumviri rei publicae constituendae) и давал им право издавать или отменять законы без одобрения сената или народного собрания; юридические решения триумвиров не могли быть обжалованы, должностные лица назначались ими по своему усмотрению. Хотя формально закон Тиция не уничтожил конституционное устройство Римской республики, оно уже никогда не вернулось к прежним, республиканским нормам. Лепид довольно скоро был отстранён и отправлен в ссылку, Антоний был ликвидирован в ходе гражданской войны, и в итоге Октавиан остался единственным «руководителем республики».
Принятие закона Тиция de facto означает конец Римской республики, хотя практически этот закон был аннулирован противоборствующими сторонами в начинавшейся гражданской войне. Закон, принятый в качестве «временной меры» на пять лет, был продлён триумвирами в 38 до н. э. ещё на пять лет («Тарентский договор»), и лишь конфликты между Октавианом и Антонием после падения Лепида в 36 до н. э. помешали его очередному продлению; это привело к прекращению его действия в 33 до н. э. и последовавшей за этим последней войной Римской республики.
Lex Titia de triumviris rei publicae constituendae causa (43 до н. э.) санкционировал фактически уже существовавший второй триумвират, предоставив ему консульские полномочия на 5 лет для реорганизации устройства римского государства.
.